# Capilla de Cella
Capilla de Cella es una localidad uruguaya, del departamento de Canelones, y forma parte del municipio canario de Soca.

## Ubicación
La localidad se encuentra situada en la zona sureste del departamento de Canelones, al norte del arroyo Tío Diego, sobre la ruta 9, próximo a su empalme con la ruta 70. Dista 18 km de la localidad de Soca.

## Población
Según el censo de 2011, la localidad contaba con una población de 119 habitantes.
| 45            | 79 | 79 | 91 | 117 | 119 |
| (Fuente: INE) |    |    |    |     |     |